# 피로그

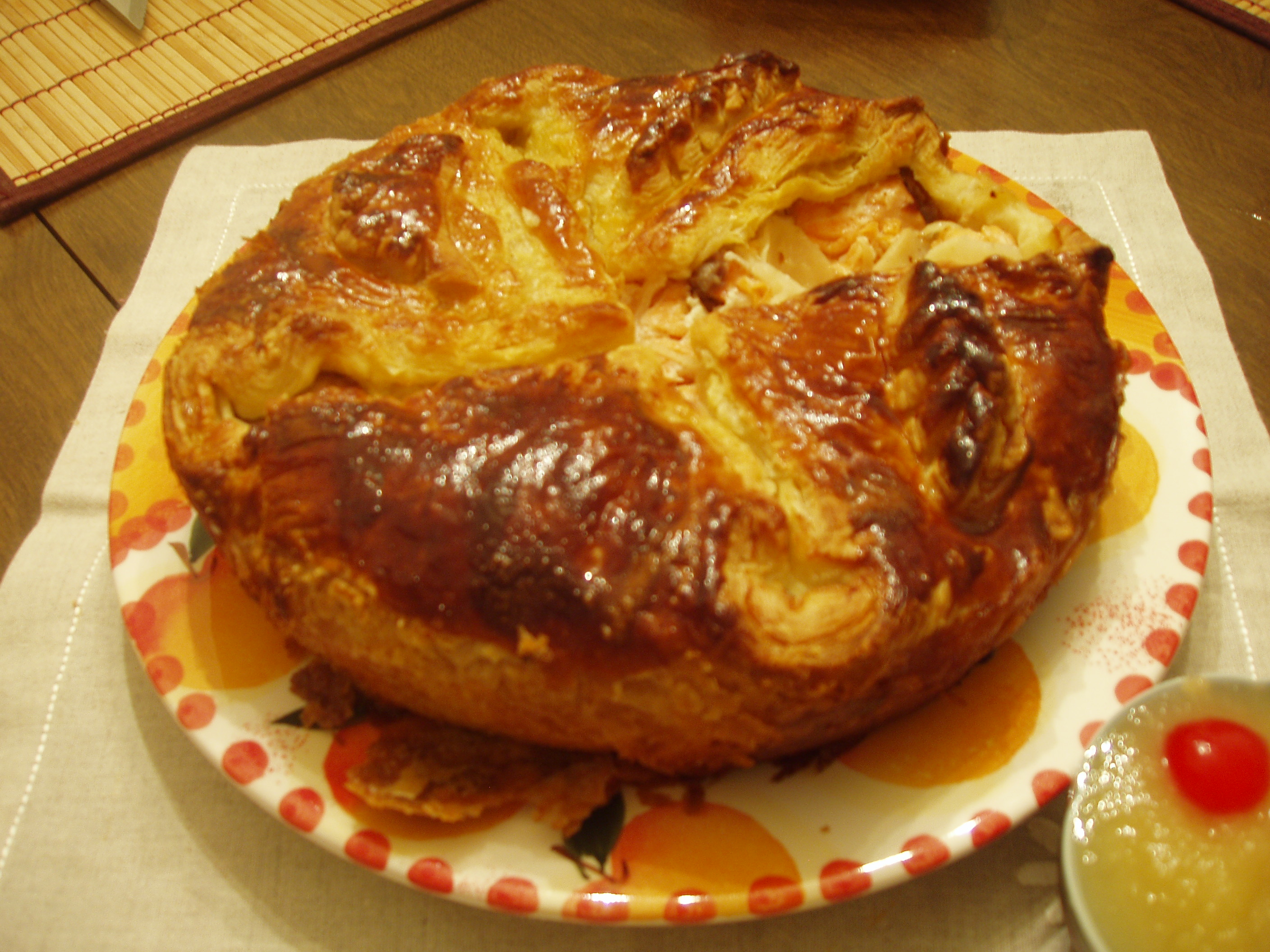
생선 피로그

피로그(러시아어: пиро́г, IPA: [pʲˈˈrok], 우크라이나어: пиріг pyrih, pl. pyrohy пироги, 벨로루시어: піро́г, 북부 사미어: pirog, 라트비아어: pīrāgs, 복수형 pīrāgi, 리투아니아어: pyragas, 복수형 pyragai, 핀란드어: piirakka, 스웨덴어: pirog) 또는 삐로그는 달콤하거나 짭짤한 속을 채운 구운 반죽이다. 이 요리는 동유럽 요리에서 흔히 볼 수 있다.
이름은 "연회" 또는 "축제"를 의미하는 고대 슬라브어 단어 pir에서 유래되었다. 러시아어 복수형 pirogi(마지막 음절에 강세 있음)를 폴란드 요리의 피에로기(폴란드어와 영어에서 "ro"에 강세. 러시아어 pelmeni 또는 우크라이나어 varenyky와 유사한 만두)와 구별한다.

## 같이 보기
- 뵈레크
- 패스티
- 하차푸리
- 위안을 주는 음식